# A három nyúl
A három nyúl 1972-ben bemutatott magyar rajzfilm, amely Zelk Zoltán verses meséje alapján készült. Az animációs játékfilm rendezője és írója Dargay Attila. A zenéjét Pethő Zsolt szerezte. A mozifilm a Pannónia Filmstúdió gyártásában készült, a MOKÉP forgalmazásában jelent meg.

## Történet
Zelk Zoltán: A három nyúl című vers szövege:

- Egyszer régen, nagyon régen, zúgó erdő közelében, három nyulak összegyűltek, selyemfűre települtek, ottan se ültek sokáig, talán csak egy fél óráig, amikor felkerekedtek, hogy már végre hazamennek, egy szarka felettük szállott s felkiáltott: – Mit csináltok? Mit csináltok, három nyulak? Úgy ültök ott, mint az urak. –
- – Úgy, úgy bizony, mint az urak! – felelték a három nyulak. – Ezután már urak leszünk, ebédre rókahúst eszünk! Nem fogjuk az időt lopni, most indulunk rókafogni! –
- Csacsi szarka, nem elhitte? Repült is már, a hírt vitte, s buta róka is elhitte. De hát hogyne hitte volna, akármilyen ravasz róka, mert a szarka így kiáltott:
- "Egy jegenye fölött szállok, mikor lenézek a földre, három nyulak ülnek körbe. Összebújva tanácskoznak. Jaj, mekkora nyulak voltak! Jaj, mekkora fejük, szájuk, a medve egér hozzájuk! Hát még miről beszélgettek? Hogy eztán csak rókát esznek"
- Ennek a fele se móka! Szedte is lábát a róka. Futott ki az erdőszélre, csak mielőbb odaérne!
- Hát amint ott futott, szaladt, szembe vele farkas haladt: – Szaladj te is, komám, farkas, jaj, mit láttam, ide hallgass! az erdő közepén jártam, most is borsódzik a hátam, sosem láttam ilyen szörnyet, ottan ültek három szörnyek! Három nyúl volt, és akkora, fél méter is volt egy foga! Hát még miről beszélgettek? Hogy eztán csak farkast esznek –
- No hiszen egyéb se kellett, a farkas is futni kezdett, a rókával versenyt futott, majdnem az orrára bukott! Addig futott, amíg szembe nem jött vele egy nagy medve: a medve így szólongatta: – Hova szaladsz, farkas koma? –
- – Medve komám, ne is kérdjed, szaladj, ha kedves az élted! Erdő közepiben jártam, jaj, mit láttam, jaj, mit láttam! Három nyulak ottan ültek, éppen ebédre készültek. Akkora volt foguk, szájuk, kisegérke vagy hozzájuk! Hát még miről beszélgettek? Hogy eztán csak medvét esznek! –
- Egyébre se volt már kedve, szaladni kezdett a medve. Elöl róka, hátul medve, közben a farkas lihegve. Így szaladtak erdőszélre, szomszéd erdő közepébe. Szaporán szedték a lábuk, szellő se érjen utánuk –
- Amíg futottak lihegve, egy vadász jött velük szembe. Nézi is őket nevetve: együtt szalad róka, medve –
- – No hiszen, csak ne nevessél, vigyázz, nehogy bajba essél! Szaladj inkább te is erre! – kiáltott rája a medve. –
- Az erdőben három szörnyek, puska sem öli meg őket. Három nyulak, de akkorák, nem láttam még ilyen csodát! –
- Szedte lábát a vadász is, eldobta a puskáját is. Ijedtében megfogadta, most az egyszer érjen haza, csak ne falják föl a szörnyek, sohase vadászik többet –
- Ezalatt a nyusziházban, fűszálakból vetett ágyban három nyuszi aludt szépen, összebújva békességben.

Forrás:

## Alkotók
- Elmondta: Domján Edit
- Írta, rendezte és tervezte: Dargay Attila
- Dramaturg: Komlós Klári
- Zenéjét szerezte: Pethő Zsolt
- Operatőr: Henrik Irén
- Hangmérnök: Bársony Péter
- Vágó: Czipauer János
- Háttér: Sajdik Ferenc
- Rajzolta: Vásárhelyi Magda
- Asszisztensek: Pataki Mária, Töröcsik Jolán
- Színes technika: Dobrányi Géza, Kun Irén
- Gyártásvezető: Csillag Márta

Készítette a Pannónia Filmstúdió.